# Конвой Рабаул — Трук (06.08.43 — 09.08.43)
Конвой Рабаул — Трук (06.08.43 — 09.08.43) – японський конвой часів Другої світової війни, проведення якого відбувалось у серпні 1943-го. 
Конвой сформували у Рабаулі – розташованій на острові Нова Британія головній передовій базі японців у архіпелазі Бісмарка, з якої вони провадили операції на Соломонових островах та сході Нової Гвінеї. Пунктом призначення при цьому був важливий атол Трук у східній частині Каролінських островів, що до лютого 1944-го був головною базою Імперського флоту в Океанії. 
До складу конвою увійшов транспорт «Гошу-Мару», тоді як охорону забезпечував торпедний човен «Хійодорі».
6 серпня 1943-го кораблі вийшли з Рабаулу. Хоча на комунікаціях до та з архіпелагу Бісмарка традиційно діяли американські підводні човни, проте цього разу конвой пройшов по маршруту без інцидентів та 9 серпня досягнув Труку.